# ارتباط و تماس چشمی

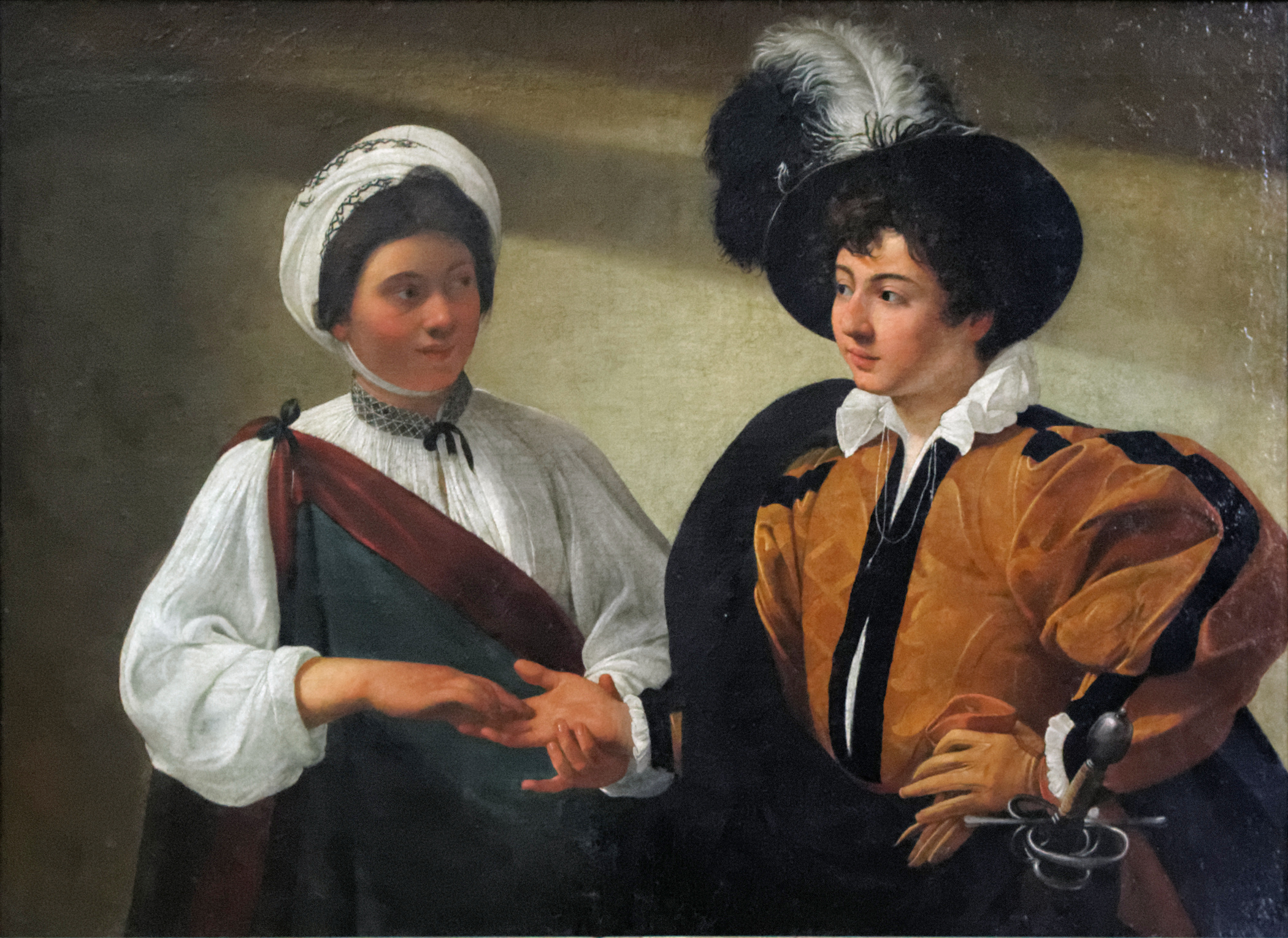
دو فرد با نگاه‌های در هم گره‌خورده، پیشگو اثر کاراواجو.

ارتباط و تماس چشمی یا چشم تو چشم شدن (به انگلیسی: Eye contact) یا ارتباط با نگاه، نوعی برخورد بین نگاه‌های دو فرد مختلف است. ارتباط چشمی در انسان‌ها نوعی روش ارتباطی بدون کلام است و چنین انگاشته می‌ شود که اثر زیادی در رفتارهای اجتماعی دارد. در فرهنگ‌های مختلف به‌ویژه در شرق و غرب برداشت‌های مختلفی دربارهٔ ارتباط با نگاه وجود دارد. این اصطلاح در جهان غرب در اواسط دههٔ ۱۹۶۰ میلادی ابداع شد و به‌عنوان نشانه‌ای معنادار و مهم از اعتماد به نفس و احترام تعریف می‌شود. آداب و رسوم، معنا و اهمیت تماس چشمی می‌تواند بین جوامع، نوع عصبی و مذاهب بسیار متفاوت باشد. مطالعهٔ علمی تماس چشمی با عنوان oculesics شناخته می‌شود.

## معانی اجتماعی ارتباط با نگاه
ارتباط با نگاه یا حالت چهره، اطلاعات اجتماعی و احساسی زیادی از شخص فراهم می‌کنند. انسان‌ها، گاهی به‌صورت غیرارادی چهره و چشمان یکدیگر را برای دریافتن وضعیت‌های مثبت یا منفی روانی می‌کاوند. در بعضی شرایط برخورد نگاه‌ها احساسات نیرومندی را برمی‌انگیزد. در برخی نقاط گیتی به‌ویژه در آسیا، چشم در چشم شدن ممکن است منجر به بروز سوءتفاهم در میان ملیت‌های گوناگون شود. حفظ ارتباط مستقیم نگاه با مدیران کاری یا افراد سالمند ممکن است به‌عنوان بی‌ادبی یا بی‌نزاکتی تعبیر شود.
ارتباط با نگاه همچنین عامل مهمی در لاس زدن به‌شمار می‌رود. چرا که برای برقراری ارتباط نخست و سنجیدن طرف مقابل نیز استفاده می‌شود.

## مشکل
برای بعضی افراد مشکل است بخواهند با دیگران تماس چشمی برقرار کنند. به‌عنوان مثال کسانی که اوتیسم یا اختلال اضطراب اجتماعی دارند تماس چشمی برایشان مشکل است.